# Айос-Стефанос (Аттика)
Айос-Стефанос (греч. Άγιος Στέφανος — «Святой Стефан») — малый город в Греции, северный пригород Афин. Административный центр общины (дима) Дионисос в периферийной единице Восточная Аттика в периферии Аттика. Население 9892 человек по переписи 2011 года.